# Sifang

Hauptreparatur-Werkstätte der Schantung-Bahn (1900–1914)

Sifang (auch Syfang, chinesisch 四方区, Pinyin Sìfāng Qū) war ein Stadtbezirk der bezirksfreien Stadt Qingdao in der chinesischen Provinz Shandong. Sifang hatte eine Fläche von 34,55 km² und zählte 383.700 Einwohner (Ende 2004). Am 30. November 2012 wurde er aufgelöst und seine Fläche dem Stadtbezirk Shibei zugeschlagen.
Zur Zeit der deutschen Kolonialherrschaft war der Ort Bahnstation und Reparaturwerkstätte der Schantung-Bahn. Von 1906 bis 1914 war die 1. Kompanie des III. Seebataillons in Sifang stationiert. CRRC betreibt ein Werk in Sifang, das Diesellokomotiven und Hochgeschwindigkeitszüge herstellt.

## Administrative Gliederung
Auf Gemeindeebene setzte sich der Stadtbezirk aus fünfzehn Straßenvierteln zusammen.